# Lelkendorf
Lelkendorf település Németországban, Mecklenburg-Elő-Pomeránia tartományban. Lakosainak száma 418 fő (2023. december 31.).

## Népesség
A település népességének változása:
| Lakosok száma | 459  | 459  | 430  | 425  | 418  |
|               | 2017 | 2019 | 2021 | 2022 | 2023 |